# Silvio Gazzaniga
Silvio Gazzaniga (23 januari 1921, Milaan – aldaar, 31 oktober 2016) was een Italiaans beeldhouwer.
Hij is ontwerper en maker van de FIFA-wereldbeker, de trofee die sinds 1974 wordt uitgereikt aan de winnaar van het wereldkampioenschap voetbal. Na het ontwerpen van deze trofee werd zijn werkgever, Stabilimento Artistico Bertoni, door de UEFA gecontracteerd om ontwerpen voor trofeeën te maken. Gazzaniga ontwierp vervolgens ook de bekers voor de UEFA Cup, UEFA Supercup en het Europees kampioenschap voetbal onder 21.